# Gnathodus
Genre

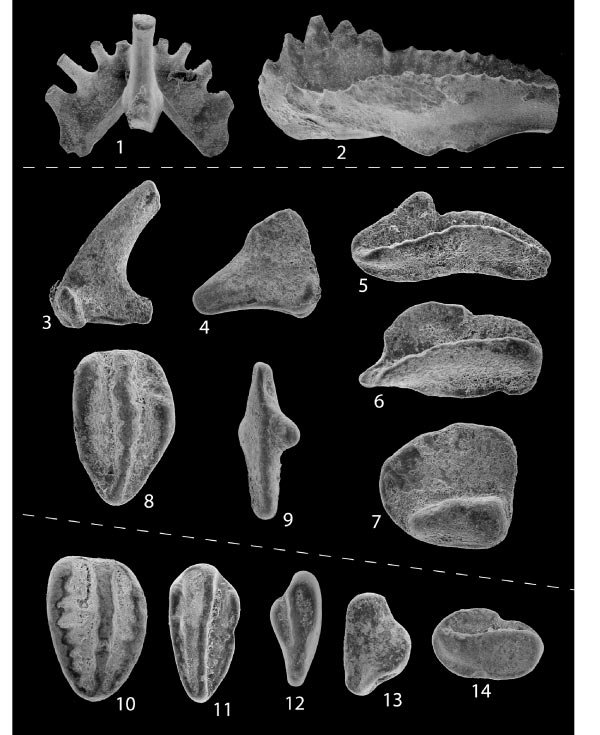
conodonts

Gnathodus est un genre de conodontes de la famille des Idiognathodontidae.

## Liste d'espèces
- †Gnathodus bilineatus
- †Gnathodus bollandensis
- †Gnathodus postbilineatus
- †Gnathodus pseudosemiglaber
- †Gnathodus semiglaber
- †Gnathodus texanus
- †Gnathodus typicus

## Utilisation en stratigraphie
Le Tournaisien, un étage du Carbonifère, contient huit biozones à conodontes :
- la zone de Gnathodus pseudosemiglaber et de Scaliognathus anchoralis ;
- la zone de Gnathodus semiglaber et de Polygnathus communis ;
- la zone de Dollymae bouckaerti ;
- la zone de Gnathodus typicus et de Siphonodella isosticha ;
- la zone de Siphonodella quadruplicata et de Patrognathus andersoni (zone supérieure de Patrognathus andersoni) ;
- la zone basse de Patrognathus andersoni ;
- la zone de Patrognathus variabilis ;
- la zone de Patrognathus crassus.

Le Viséen, le second étage du Mississippien (Carbonifère inférieur), contient quatre biozones à conodontes :
- la zone de Lochriea nodosa ;
- la zone de Lochriea mononodosa ;
- la zone de Gnathodus bilineatus ;
- la zone de Gnathodus texanus.

Le Serpukhovien, le troisième étage du Mississippien, inclut quatre biozones à conodontes :
- la zone de Gnathodus postbilineatus ;
- la zone de Gnathodus bollandensis ;
- la zone de Lochriea cruciformis ;
- la zone de Lochriea ziegleri.